# Khu bảo tồn ngập nước Sungei Buloh
Khu bảo tồn ngập nước Sungei Buloh hay Công viên tự nhiên Sungei Buloh (Tiếng Trung: 双溪布洛湿地保护区, Mã Lai: Kawasan Simpanan Alam Semulajadi Sungei Buloh, Tamil: சுங்காய் புலோ ஈரநில வளம்) là một bảo tồn thiên nhiên nằm ở phía tây bắc của Singapore. Được thành lập vào năm 2002, đây là khu bảo tồn ngập nước đầu tiên của đất nước và tầm quan trọng toàn cầu như là một điểm dừng chân cho các loài chim di trú. Với diện tích 130 hecta, khu bảo tồn được công nhận là vườn di sản ASEAN từ năm 2003.

## Lịch sử
Trước đây, nó chưa từng được biết đến là một khu bảo tồn thiên nhiên cho mãi đến năm 1986 khi Hiệp hội Thiên nhiên Singapore đưa ra lời kêu gọi bảo tồn khu vực này. Nó đặc biệt quan trọng nhờ mật độ các loài chim di trú từ Siberi trên đường đến Úc để trú đông. Đề xuất này sau đó được chính phủ thông qua với việc thành lập khu bảo tồn thiên nhiên có diện tích 0,87 km² vào năm 1989. Ủy ban Công viên và Giải trí, tiền thân của Ủy ban Vườn quốc gia ngày nay đã cử một đoàn chuyên gia phát triển và quản lý khu bảo tồn. Họ là những người tới từ Wildfowl & Wetlands Trust và Tổ chức Quốc tế về Bảo tồn Thiên nhiên.
Khu bảo tồn ngập nước Sungei Buloh, sau đó được gọi là Công viên tự nhiên Sungei Buloh được chính thức mở cửa vào ngày 6 tháng 12 năm 1993 bởi thủ tướng Ngô Tác Đống. Năm 1997, HSBC tài trợ cho công viên với việc thành lập Quỹ giáo dục Sungei Buloh để hỗ trợ các chương trình tiếp cận cộng đồng. Nhiều trường trung học tại Singapore sau đó đã tham gia chương trình này như là một địa điểm giáo dục thiên nhiên.
Ngày 10 tháng 11 năm 2001, công viên này chính thức được công nhận là một khu bảo tồn thiên nhiên, một bước tiến giúp bảo vệ khu vực trước bất kỳ sự phá hoại và xâm chiếm bất hợp pháp nào. Một khu vực tự nhiên rộng 130 hecta chính thức được công bố vào ngày 1 tháng 1 năm 2002 với tên gọi Khu bảo tồn ngập nước Sungei Buloh, trở thành một trong bốn khu bảo tồn thiên nhiên tại Singapore cùng với Labrador, Bukit Timah và Lưu vực Trung tâm.

## Động vật hoang dã
Đây là nhà của nhiều loài chim nhờ sự đa dạng của các loài giun và động vật thân mềm. Các loài phổ biến nhất gồm choắt bé mỏ cong, choắt lớn, choắt nâu, choi choi Mông Cổ, choắt đốm đen, dẽ mỏ cong, choi choi vàng, cò lửa lùn, cò lùn hung. Du khách đến đây cũng có thể ngắm nhìn loài rái cá lông mượt, le nâu và cò lạo xám quý hiếm. Khu bảo tồn này được BirdLife International xác định là vùng chim quan trọng khi là điểm dừng chân quan trọng của loài cò trắng Trung Quốc, đại bàng đen và nhàn mào. Ở những khu rừng ngập mặn có thể bắt gặp loài bướm khế, là loài bướm đêm lớn nhất Đông Nam Á. Thỉnh thoảng trong khu bảo tồn, người ta còn bắt gặp loài cá sấu nước mặn, nhưng không rõ chúng là một quần thể loài còn sót lại ở Singapore hay là những cá thể lang thang từ Malaysia hoặc Indonesia tới.